# 基辅州
基辅州（羅馬化：Kyivska oblast）是烏克蘭中北部的一個州，北鄰白俄羅斯。面積28,131平方公里，人口1,778,900（2005年度統計）。首府為基輔，但基輔市本身並不受州管轄。1986年發生事故的車諾比核電廠位於此州的北部，鄰近白俄羅斯國界16公里處。

## 歷史
基輔州最初是在1932年2月27日由烏克蘭蘇維埃社會主義共和國所成立。
目前該州州界是在1986年車諾比核能電廠事故發生後所劃定。原屬於切爾尼戈夫州的城市斯拉武特奇劃入基輔州。
此地在歷史上曾為波蘭立陶宛聯邦與立陶宛大公國所轄的基辅省，後來成為俄羅斯帝國的基輔省。基輔州北部在歷史上屬於波利西亞地區的一部份。
2022年2月24日，俄羅斯入侵烏克蘭，並企圖攻佔基輔，建立傀儡政府。於3月中起，烏軍發動反攻，並於4月2日奪回基輔州全境。

## 人口統計
基輔州的民族以烏克蘭人為大宗（1,684,800人，92.5%），其次為俄羅斯人、猶太人、白俄羅斯人、波蘭人等。目前全州人口（不含基輔市）估計約有180萬人（2006年）。人口密度為63.01/平方公里。
根據2001年烏克蘭人口普查，基輔州都市人口約有1,053,500人，約占全州人口57.6%，鄉村人口為774,400，約占42.4%。
根據資料，男性人口約為845,900，占總人口46.3%，女性為982,000，占總人口53.7%。

## 經濟

### 工業
基輔州主要工業有：電力、食品、化學和石化工業、機械工程與金屬加工。汽車輪胎生產占全國生產63%、挖土機占53%、紙和紙板占40%、起重機占39%。該州共有330家取得執照的工業企業及742家小型工業企業。

### 農業
除了工業以外，基輔州的農業生產也很發達。1999年，該地區總糧食產量約有1,118,600噸,甜菜1,570,900噸、葵花籽18萬1千噸、馬鈴薯669,200噸。另外，該地區肉類生產156,900噸、牛奶738,500噸與蛋8億5520萬顆。1999年年初，州內共有1,130家已註冊的農場。

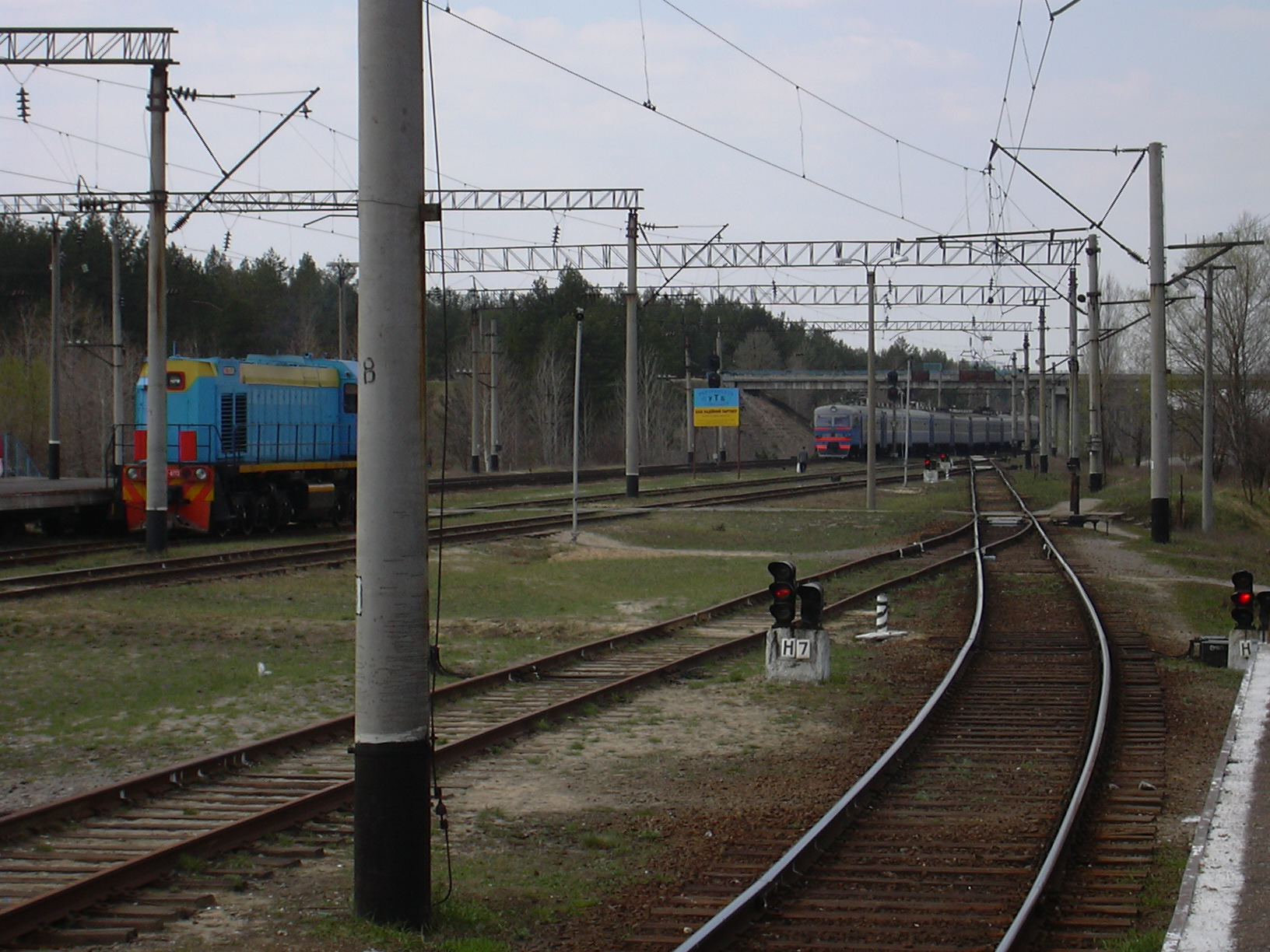
位於斯拉武特奇車站的鐵道，將勞工帶回車諾比區

### 交通運輸
基輔州擁有高度發展的鐵路運輸系統。該州營運中的鐵路總長度為88公里（1985年）。境內鐵路路包括有：莫斯科—基輔—利維夫、基輔—第聂伯罗—頓涅茨克和其他路線。除了國內及國際鐵路，當地還營運短程火車（Elektrichka）。
該州公路總長度為7,760公里，其中7,489公里為鋪面道路。主要道路有：
- 聖彼得堡—基輔—敖德薩（M-01/M-05）
- 基輔—科韋利—盧布林（M-07）
- 沃羅涅日—卡爾可夫—基輔—利維夫—克拉科夫（E-40、M-06/M03）
- 盧甘斯克—聶伯城—基輔（M-04）[6][7]

基輔州有兩座國際機場：鮑里斯波爾國際機場和安托諾夫機場。烏克蘭軍事基地位於白采尔克瓦和烏津.
戰略天然氣管道有Urengoy—Pomary—烏日格羅德和Shebelynka—波爾塔瓦—基輔。

## 行政區劃
基辅州划分为7个区：
- 白采爾克瓦區
- 鲍里斯皮尔区
- 布羅瓦里區
- 布恰区
- 法斯蒂夫區
- 奧布希夫區
- 维什霍罗德区

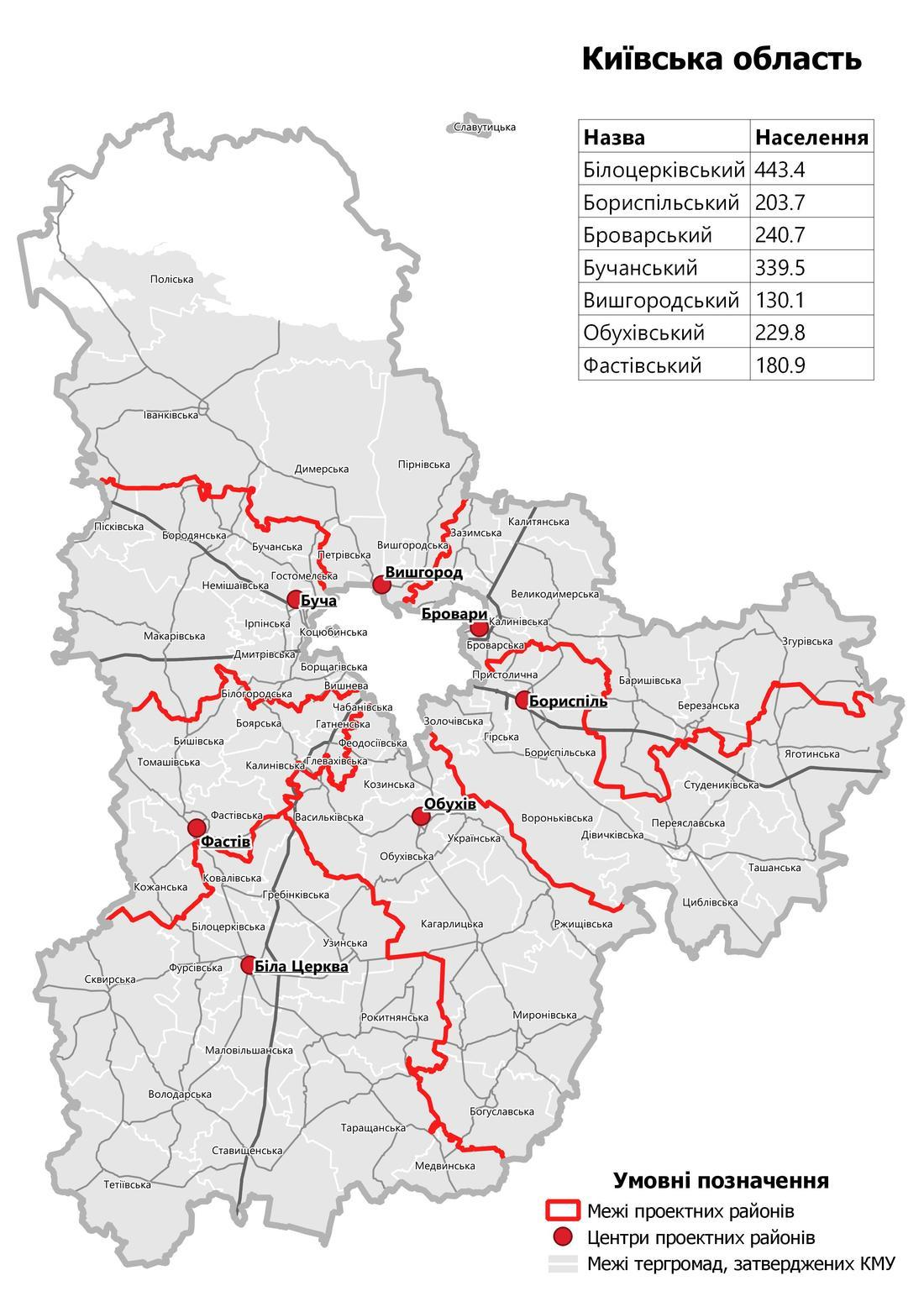
基辅州区份划分图

2020年7月乌克兰行政区划改革前基輔州的行政區劃为：
- 行政中心：1（基輔）
- 區：25
- 聚落：1183，包括：
  - 村—1127
  - 城市/城鎮—56，包括：
    - 市級鎮—30
    - 市—26，包括：
      - 州轄市—12
      - 區轄市—14
- 村委员会 — 605

該州的地方行政由基輔州議會所掌握。行政首長為基輔州州長，由烏克蘭總統指派。

### 飛地
基辅州有两块飞地。斯拉武特奇被切爾尼戈夫州包围，科秋賓斯凱被基輔市包围。

### 車諾比區
該州的西北部屬於因車諾比核能電廠事故造成放射性污染的疏散區域一部份。該地區的最大城市為車諾比與普里皮亞季，目前已廢棄。當局在該區以外的地方建立起斯拉武特奇，安置普里皮亞季的民眾與該區設施的人員。

### 重要城鎮
基輔州重要城市有：
- 白采尔克瓦：重要工業中心、歷史城市
- 布羅瓦里：重要工業中心
- 鲍里斯皮尔：國際機場所在地、工業中心
- 法斯蒂夫：重要鐵路交會處、工業中心
- 伊爾平–布恰–沃爾澤利
- 佩列亚斯拉夫：歷史旅遊景點
- 斯拉武特奇：烏克蘭最年輕的都市，安置車諾比核電廠人員
- 瓦西里基夫：工業中心、空軍基地所在地
- 维什霍罗德：基輔水電廠所在地

## 教育
普通教育方面，基輔州共有795間公立學校，其中219間（27.5%）位於都市地區，576間（72.5%）位於鄉村地區。這些學校的學生總數約為232,260人，141,416人（60.6%）位於都市學校，98,944人（39.4%）位於鄉村學校。該州並設有12間夜校（登記人數超過6,000人），15座私立機構（約有7,000名學生），23所職業學校（約有14,300名學生），22所高中（約有34,900名學生），另有52所在家自學機構（約有48,700名孩童）。基輔州內共有756間幼稚園，孩童人數約有44,400名。
此外，基輔州教育系統也設有專為孤兒、身心障礙幼童開設的教學機構。

## 友好省州关系
- 中华人民共和国湖北省[來源請求]